# Irene Palaiologina av Trapezunt
Irene Palaiologina, född 1315, död efter 1341, var regerande kejsarinna av Trapezunt från 1340 till 1341. Hon var illegitim dotter till den bysantinske kejsaren Andronikos III Palaiologos. 

## Biografi
Irene blev gift med kejsar Basileus av Trapezunt 1335. År 1339 försköts hon med stöd av den lokala adeln av maken, som gifte om sig med sin mätress Irene. Skilsmässan godkändes inte av den ortodoxe patriarken i Konstantinopel, och hon hade också stöd av sin far, den bysantinske kejsaren. 
År 1340 förgiftade och störtade Irene sin före detta make i en palatskupp, sände makens andra fru och dennas söner som fångar till sin far i Konstantinopel och erövrade tronen. Irene var i en känslig position i egenskap av usurpator eftersom hon inte var medlem av den legitima dynastin. Hovet delades också upp i fraktionsstrider genom hennes förälskelse i sin domestikos. Ett uppror utbröt av en oppositionell adelsgrupp, som erövrade klostret St. Eugenios i Trapezunt. Samtidigt anfölls riket av turkmenerna, som antände staden Trapezunt. Detta hände dessutom mitt under en pest. 
Ett adelsparti erbjöd därför tronen åt prinsessan Anna av Trapezunt, som hämtades från sitt kloster i Lazica och fördes till Trapezunt, där Irene genast störtades. Irene sändes efter maktövertagandet tillbaka till Konstantinopel, och hennes vidare öden är okända. 